# 釜石湾
座標: 北緯39度15分33秒 東経141度54分45秒 / 北緯39.25917度 東経141.91250度

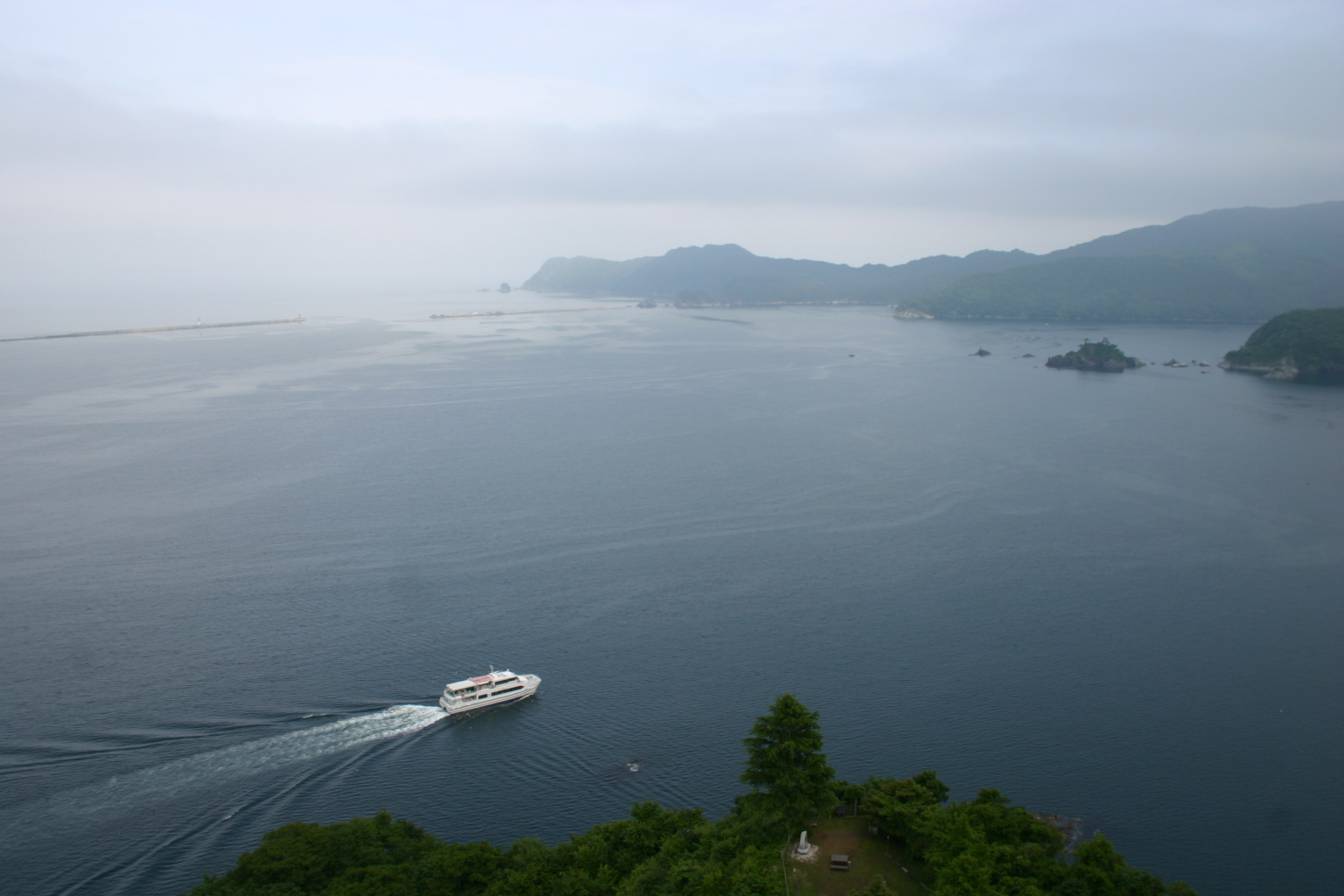
釜石湾

釜石湾（かまいしわん）は岩手県釜石市にあるリアス式の湾。

## 地理
釜石市鎧島先端と同市鷲ノ巣埼を結ぶ線から陸側にある海域である。北は馬田岬、南は尾崎半島に囲まれている。湾口幅2.3km、面積8.7km2。三陸復興国立公園の中心部にあり、奥の鎌崎によって内湾の平田湾と分かれる。

## 歴史
釜石港、釜石漁港や新日鐵住金釜石製鐵所の専用埠頭があり、かつては「鉄と魚」が釜石の代名詞とも言われた。また平田湾は釜石製鐵所の鉱屑によって埋め立てが行なわれた。リアス式海岸のため津波が多く、明治以降だけでもに4度の大津波に襲われた。1896年（明治29年）の明治三陸津波の際には人口6,500人余のうち4,000人が死者・行方不明者となった。また、1933年（昭和8年）の昭和三陸津波や1960年（昭和35年）のチリ地震津波でも大きな被害を受けている。これを教訓に、湾口の鷲の巣崎と大刀根島の間に釜石港湾口防波堤が建設された。この堤防は2009年に完成したが、2011年3月11日に発生した東北地方太平洋沖地震による大津波により大半が破壊され、釜石市は明治以降4度目の津波により大きな被害を受けた。